# Rezerwat przyrody Veľká Lučivná
Rezerwat przyrody Veľká Lučivná – obszar ochrony ścisłej w Krywańskiej części Małej Fatry na Słowacji, w granicach Parku Narodowego Mała Fatra. Znajduje się w dolinie Veľká Lučivná, na północno-zachodnich stokach grzbietu Magury (1260 m), tworzących orograficznie prawe obramowanie tej doliny (Na Lučivnej). Utworzony został w 1967 r., ma powierzchnię 66,38 ha i rozciąga się na wysokości 460–1110 m n.p.m. Jest to rezerwat leśny. Rosną tutaj największe w całej Małej Fatrze okazy cisa – około 800 sztuk, z których najwyższe mają wysokość 6 m. Stanowią one pozostałość znacznie rozleglejszego kompleksu cisowego, z którego większość najcenniejszych okazów zostało wyrąbanych w l. 1938-39 dla cennego drewna. Cenne przyrodniczo gatunki roślin rosną również w podszycie lasu.